# Perseu-Peștii (super-roi de galaxii)
Super-roiul de galaxii Perseus-Peștii (SCl 40) este una dintre cele mai mari structuri cunoscute în univers. Chiar și la o distanță de 250 de milioane de ani-lumină, acest lanț de roiuri de galaxii se întinde pe mai mult de 40°, iarna, în partea nordică a cerului. Super-roiul de galaxii Perseu-Peștii este una din cele două concentrații de galaxii dominante în universul apropiat (la mai puțin de 300 de milioane de ani-lumină), care sunt plasate pe fiecare parte a Super-roiul de galaxii local și de-a lungul planului galaxiei noastre. Acest super-roi de galaxii mărginește de asemenea un vid proeminent, Vidul Taurul.
Roiurile principale ale super-roiului de galaxii Perseus-Peștii sunt Abell 262, Abell 347 și Abell 426